# Tolweg Cikampek-Palimanan
De tolweg Cikampek-Palimanan (Indonesisch:Jalan Tol Cikampek-Palimanan) is een bijna 117 kilometer lange tolweg in de provincie West-Java in Indonesië welke geheel is uitgevoerd als autosnelweg. De tolweg loopt van Cikampek, ten noorden van Purwakarta waar de tolweg aansluit op de tolweg Jakarta-Cikampek tot aan Palimanan, waar de tolweg aansluit op de tolweg Palimanan-Kanci. Met de opening was een directe tolwegverbinding tussen Jakarta en Cirebon ontstaan. De tolweg is door de Indonesische president Joko Widodo geopend op 13 juni 2015 en is daarmee op tijd geopend voor de periode van de ramadan en het suikerfeest in 2015. De tolweg is de langste tolweg van Indonesië en is een onderdeel van het project voor een Transjavaanse tolweg. De eigenaar van de tolweg is PT Lintas Marga Sedaya. De kosten voor de aanleg van de tolweg bedragen 12,5 biljoen roepia (€834 miljoen)

## route
De route is 116,75 kilometer lang en is daarmee veertig kilometer korter dan de bestaande route langs de noordkust en men verwacht dat de reistijd tussen Cikampek en Palimanan tot twee uur af zal nemen.
Op de route kent de tolweg Cikampek-Palimanan zeven afslagen bij de volgende plaatsen:
- Cikopo (begin)
- Kalijati
- Subang
- Cikedung
- Kertajati
- Sumberjaya
- Palimanan (einde)

De tolweg loopt door vijf regentschappen:
- Purwakarta
- Subang
- Indramayu
- Majalengka
- Cirebon